# Josep Lluís Arilla i López
Josep Lluís Arilla i López, també conegut com a Lis Arilla, (Barcelona, 5 de març de 1941) és un antic tennista català de la dècada de 1960.

## Trajectòria
Germà del també tennista Albert Arilla. Va pertànyer al club Reial Club de Tennis Barcelona. De jove fou campió d'Espanya júnior els anys 1957 i 1959, i guanyà l'Orange Bowl el 1960, en categoria individual. Però on més destacà fou en la categoria de dobles. Aconseguí cinc Campionats d'Espanya de dobles amb Andreu Gimeno (1959), Manolo Santana (1962), Albert Arilla (1963), Josep Maria Gisbert (1966) i Manuel Orantes (1967). També fou campió de dobles mixtos amb Alicia Guri (1959) i María del Carmen Hernández Coronado (1968).
Fou finalista a Roland Garros el 1961 i al Trofeu Comte de Godó els anys 1960, 1963 i 1965.
Participà en trenta elimlinatòries de Copa Davis, incloses dues finals els anys 1965 i 1967.